# Terezinha
Terezinha là một đô thị thuộc bang Pernambuco, Brasil. Đô thị này có diện tích 213 km², dân số năm 2007 là 6630 người, mật độ 31,13 người/km².